# 吉林省图书馆旧址
吉林省图书馆旧址位于中华人民共和国吉林省长春市朝阳区新民大街1162号，原为吉林省图书馆所在地，现为吉林省文化和旅游厅办公使用。
图书馆建筑于1957年动工建设，1958年建成投入使用，钢筋混凝土结构，仿古建筑风格，占地面积2.4万平方米，总建筑面积1.2万平方米（包括1982年扩建的3000平方米书库建筑）。整个建筑与新民大街相邻的满洲国官厅建筑在各方面基本协调一致，是单体建筑与周围建筑群体环境结合较好的实例，有时会被误认为是满洲国时期的建筑。2014年被公布为第七批省级文物保护单位。